# Hermannia intermedia
Hermannia intermedia är en kvalsterart som beskrevs av Woas 1980. Hermannia intermedia ingår i släktet Hermannia och familjen Hermanniidae. Inga underarter finns listade i Catalogue of Life.